# Petrona Hernández López
María de la Cruz Hernández López (1890-2007), más conocida como Amanda Aguilar y Petrona Hernández López, fue una campesina revolucionaria nicaragüense.
Amanda Aguilar, como era conocida Petrona López desde su colaboración con la guerrilla, fue una de las mujeres más emblemáticas de la lucha contra la dinastía somocista (1937-1979) y de la historia del Frente Sandinista de Liberación Nacional, FSLN. Fue una de las protagonistas principales del episodio conocido como "Las mujeres del Cua".

## Biografía
Petrona Hernández, que realmente se llamaba María de la Cruz, nació el 3 de mayo de 1890, junto a su madre María Venancia colaboró en la lucha contra las tropas estadounidenses que lideró Augusto C. Sandino en los años 30 del siglo XX. Luego colaboró con el FSLN en diversa acciones guerrilleras y de apoyo. Sus tres hijos se integraron en las filas del FSLN siendo dos de ellos asesinados por la Guardia Nacional, uno de ellos fue el Comandante Jacinto Hernández, el legendario comandante guerrillero "Pablito Hernández". También sus hermanos Juan y Esteban Hernández fueron asesinados por la Guardia Nacional arrojándoles de un avión en vuelo.
De la mano de la líder campesina Benigna Mendiola y de su esposo Bernardino Díaz Ochoa, entró a formar parte del Sindicato Agrícola en El Bijagüe Norte a la edad del 72 años.
Fue una de las víctimas de la represión que la Guardia Nacional llevó a cabo en las montañas de Matagalpa en el año 1968 en concreto del grupo de mujeres que detuvieron y torturaron. Este grupo de mujeres es conocido como las mujeres del Cua.
Murió el 14 de febrero de 2007 a los 116 años de edad en el mismo sitio donde había permanecido durante toda su vida el Municipio de Rancho Grande, departamento de Matagalpa, siendo sepultada en la localidad de El Carmén de dicho municipio después de recibir el reconocimiento del FSLN. En el reconocimiento Daniel Ortega, máximo responsable del FSLN y presidente de Nicaragua, dijo que 

El Frente Sandinista de Liberación Nacional reconoce y valora su ejemplo y su aporte indiscutible a la libertad

 mientras que la señora, Rosario Murillo, aseguró que Petrona Hernández 

será recordada como una "heroína de la resistencia popular campesina" de Nicaragua.

## Las mujeres del Cua
En 1970 la Guardia Nacional, cuerpo armado del gobierno nicaragüense, descubrió las acciones y realizó una campaña de represión y búsqueda de información en comunidad. Destruyó el pueblo y sus habitantes huyeron al campamento que los guerrilleros tenían en las montañas de Zinica (departamento de Matagalpa). Descubierto este por las fuerzas gubernamentales fue atacado y aunque pudieron huir fueron detenidas en Santa María de Tasuá, Bocay, y llevados a las instalaciones militares de El Cuá. Entre los arrestados había 19 mujeres
Entre los actos de represión se encuentran torturas, vejaciones y desapariciones. Muchos de los miembros masculinos de la comunidad fueron desaparecidos haciéndolos saltar de aviones en vuelo. Las mujeres, que se negaron a hablar y dar información sobre las actividades de los miembros del Frente, sufrieron violaciones y todo tipo de vejaciones.